# ريجنالد جون مارسدن باركر
ريجنالد جون مارسدن باركر هو فلاح وسياسي كندي، ولد في 7 فبراير 1881 في كورنوال في المملكة المتحدة، وتوفي في 23 مارس 1948 في ريجاينا في كندا. نشط حزبياً في Saskatchewan Progress Party ‏. وقد انتخب الحاكم العام لمقاطعة ساسكاتشوان ‏ (1945 – 1948) وانتخب عضو المجلس التشريعي في ساسكاتشوان ‏.